# Schloss Sünching

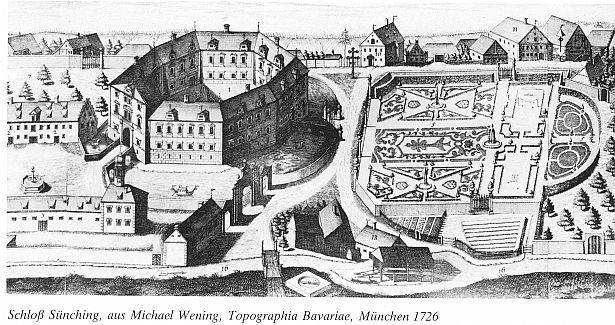
Kupferstich von Michael Wening (1645–1718) vom Schloss Sünching

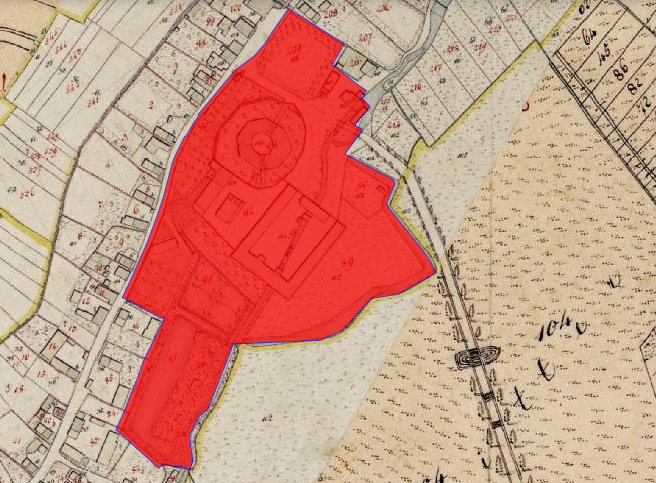
Lageplan von Schloss Sünching auf dem Urkataster von Bayern

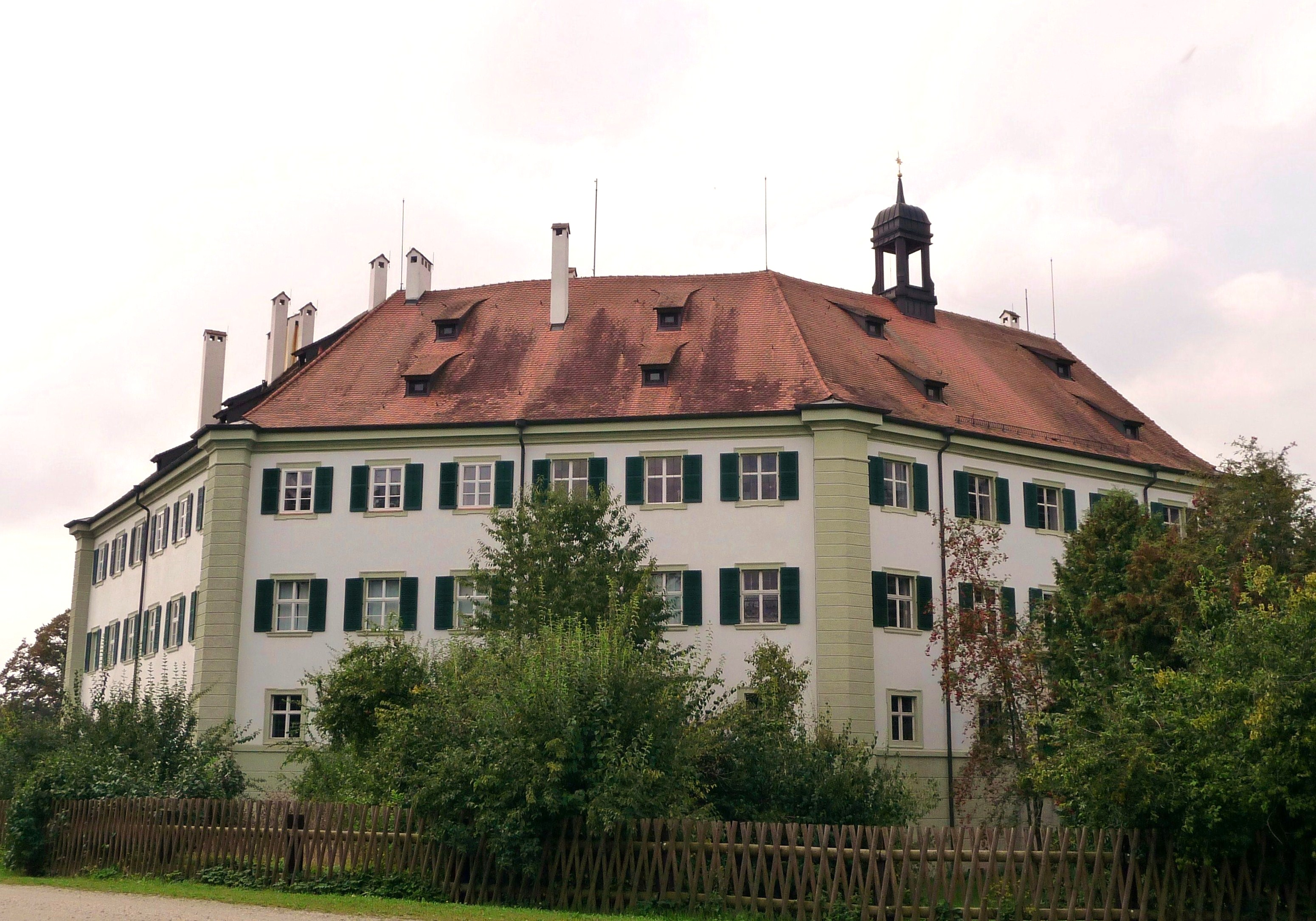
Schloss Sünching (2009)

Das Schloss Sünching ist ein denkmalgeschütztes Gebäude in der Krankenhausstraße Sünching im Landkreis Regensburg (Bayern). Die Anlage ist unter der Aktennummer D-3-75-201-4 als denkmalgeschütztes Baudenkmal von Sünching verzeichnet. Ebenso wird sie als Bodendenkmal unter der Aktennummer D-3-7140-0082 im Bayernatlas als „archäologische Befunde im Bereich des Schlosses von Sünching, zuvor mittelalterliche Niederungsburg“ geführt.

## Geschichte
Eine erste Niederungsburg wurde wohl im 12./13. Jahrhundert vom Geschlecht der Sünchinger erbaut, erstmals erwähnt wurde es 1395. 1573 erwarb es Georg Ludwig der Ältere Freiherr von Seinsheim. Nach dem Dreißigjährigen Krieg wurde es als Pestkrankenhaus genutzt und danach niedergebrannt. An dieser Stelle ließ Freiherr Christian von Seinsheim 1668 ein steinernes Wohnhaus errichten. Joseph Franz Graf von Seinsheim ließ 1758 vom damaligen Münchner Hofbaumeister François de Cuvilliés dem Älteren die heutige Wasserburg erbauen. Nach dem Tod der letzten Gräfin Seinsheim kam es in den Besitz ihres Enkels, des Freiherrn von Hoenning O’Carroll. Das Schloss wird seitdem von ihm und seiner Familie bewohnt. Es ist, außer im Rahmen besonderer Veranstaltungen, nicht zu besichtigen.

## Gebäude

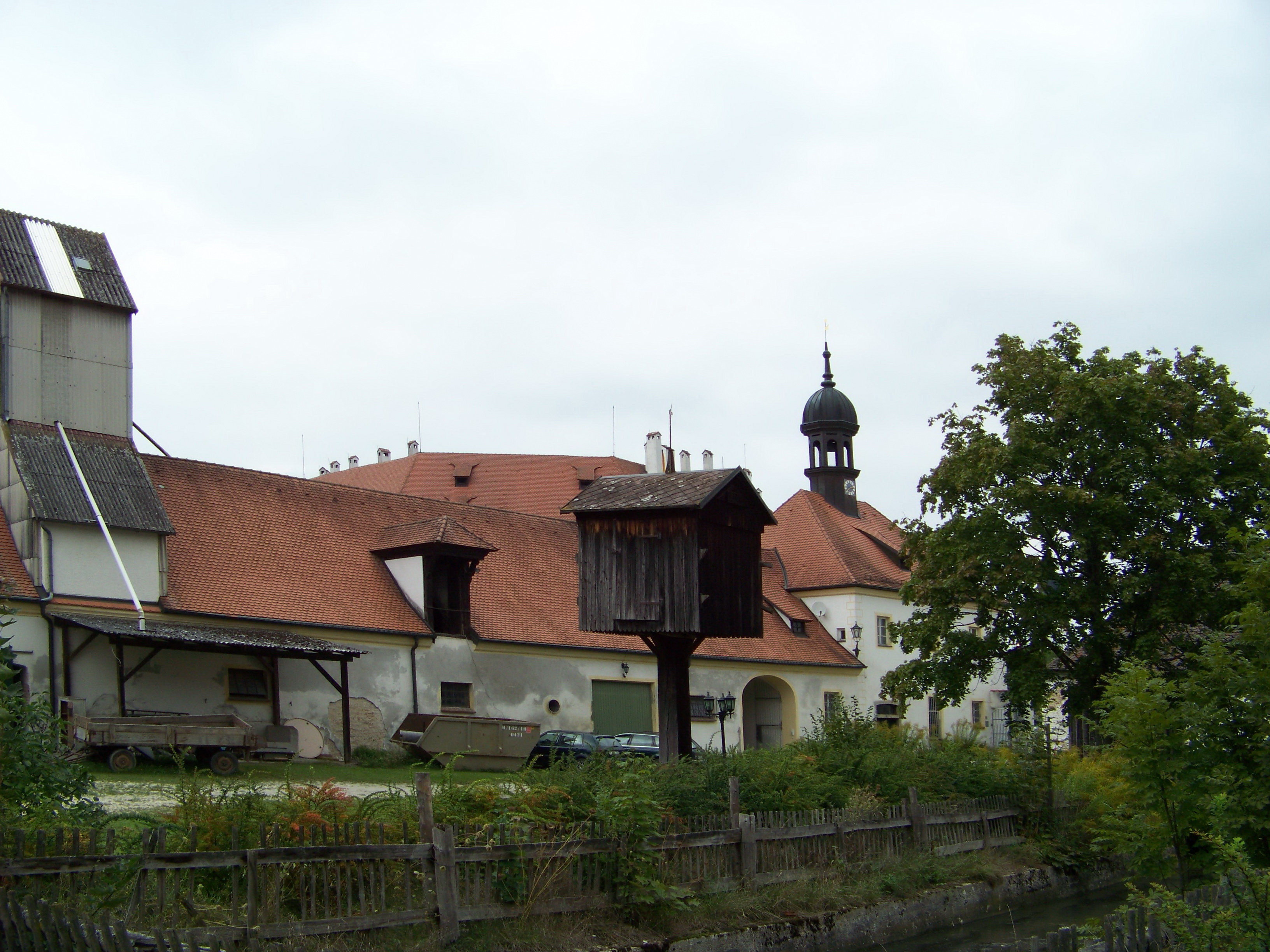
Schlossökonomie

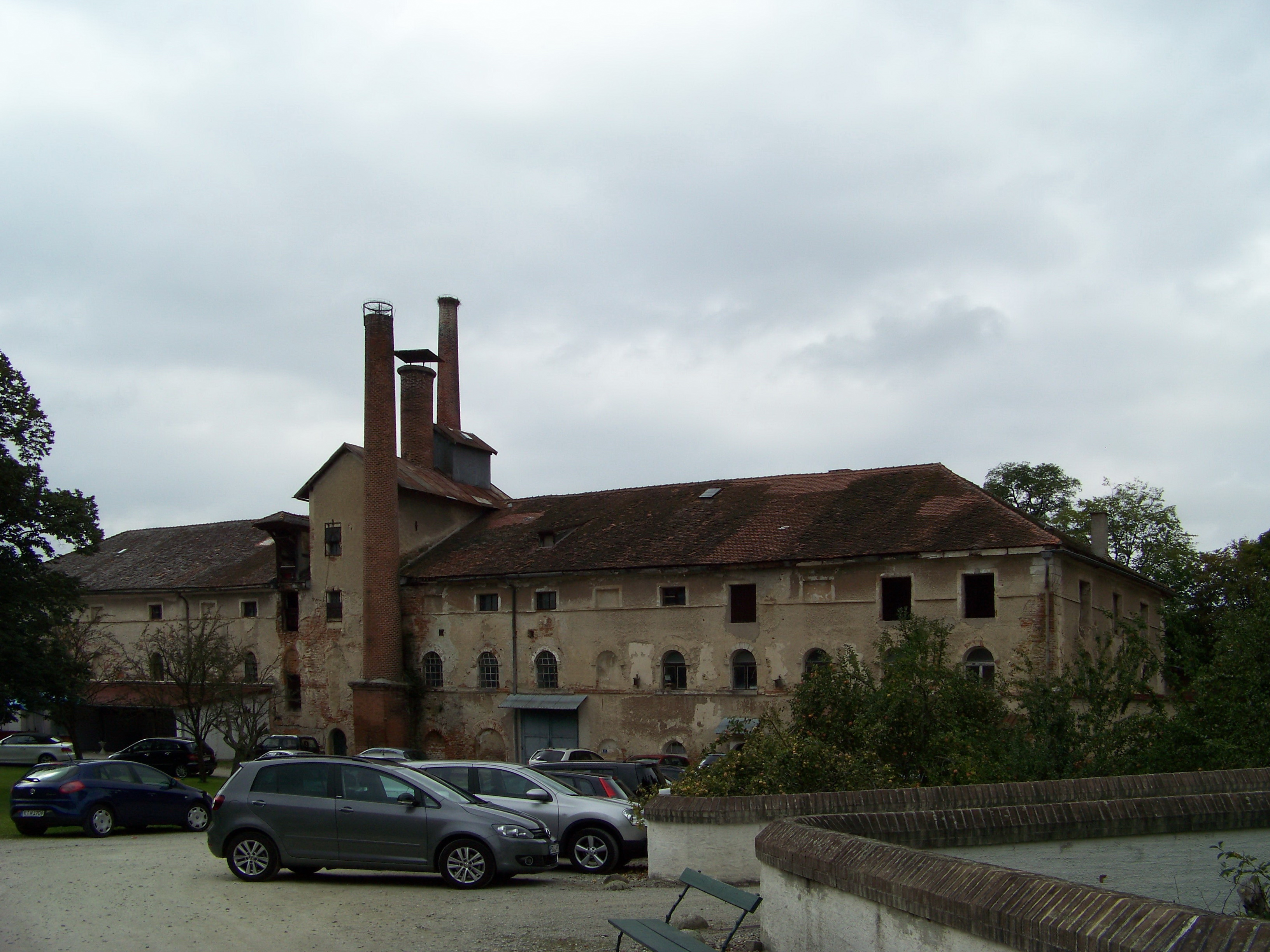
Ehemalige Schlossbrauerei

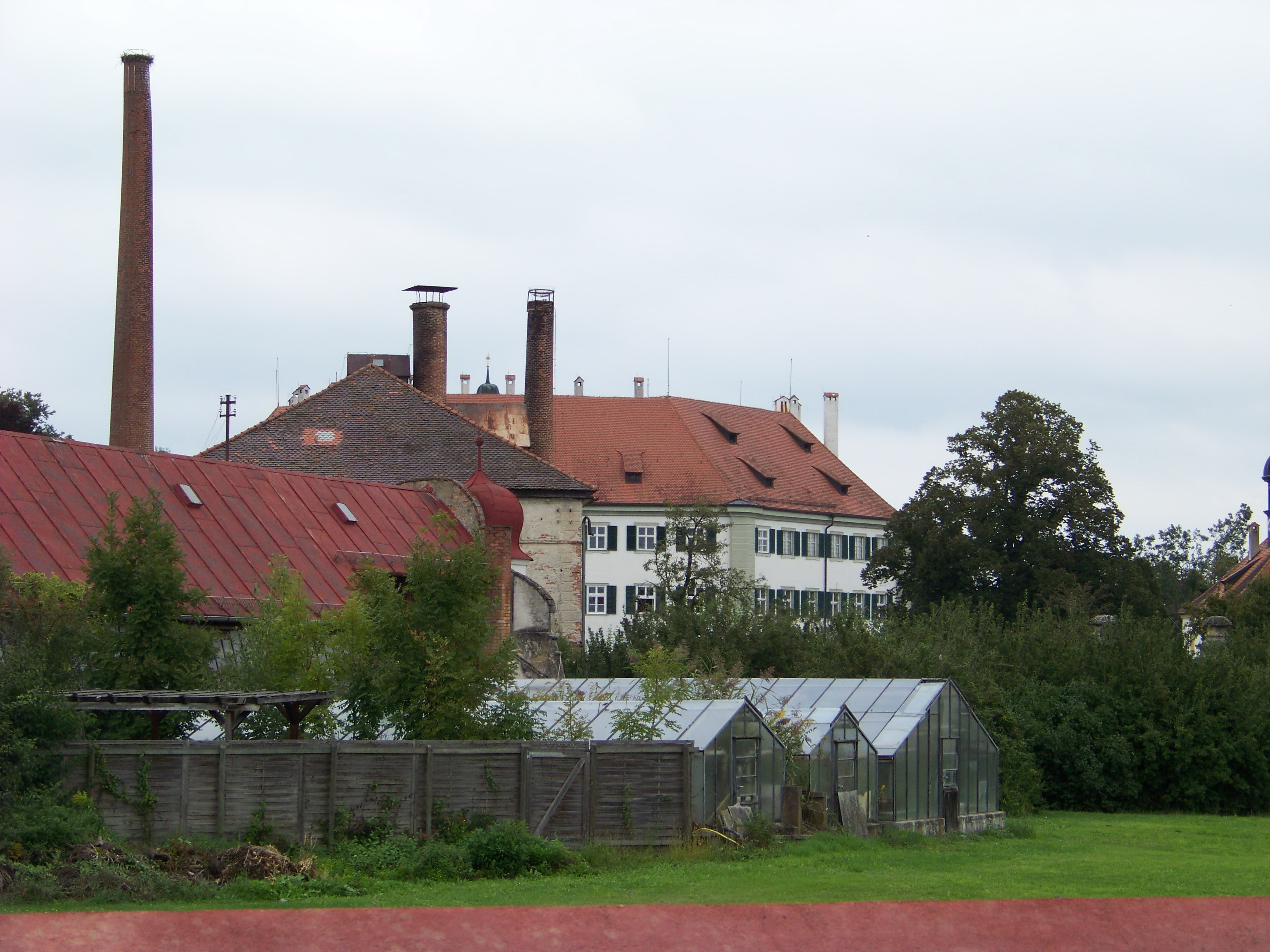
Schlossgärtnerei

Das Gebäude ist eine dreigeschossige, fast regelmäßige oktogonale Wasserburg mit mittelalterlichem Kern um einen unregelmäßigen oktogonalen Innenhof, die Fassade gegliedert von Eckpilastern, geohrten Rahmungen und Portalen.
Das in der Form eigenwillige, durchaus imposante, aber schlichte Äußere lässt kaum erahnen, dass es sich hier um eines der herausragenden Landschlösser Süddeutschlands handelt, ein Gesamtkunstwerk des höfischen Rokoko in Bayern, zu dem Cuvilliés berühmte Meister heranzog. Der Festsaal von 1761 ist mit einem Deckenfresko von Matthäus Günther, Schnitzereien von Ignaz Günther und Nebenkabinetten ausgestattet. Das Fresko des Treppenhauses schuf Johann Adam Schöpf. Die zweigeschossige Rokoko-Schlosskapelle „Mariä Himmelfahrt“ stammt von 1760, mit Altarrelief von Ignaz Günther. Ferner sind Stuckaturen von Franz Xaver Feuchtmayer zu finden. Das Schloss besitzt bis heute unverfälscht den Charakter der Erbauungszeit, darunter Kachelöfen, Papiertapeten in zwei chinesischen Zimmern, mit Chinoiserien bemalte Textiltapeten in den „Holländerzimmern“ und zwei eingebaute Bibliotheken. Die einst reichhaltige Ausstattung ist nicht mehr vorhanden, soweit sie nicht fest eingebaut wurde (Bibliothek, Rokokoöfen, Treppengitter).

## Schlossökonomie, Schlossbrauerei und Schlossgärtnerei
Die Schlossökonomie ist eine eingeschossige Dreiflügelanlage mit Walmdächern und zweigeschossigen Pavillons als Kopfbauten, Dachreitern und Hoftoren aus der Mitte des 18. Jahrhunderts. Die ehemalige Vogtei ist ein dreigeschossiger Walmdachbau mit Putzgliederungen, Rundbogenstil um 1860. Die Schlossgärtnerei ist ein eingeschossiger neubarocker Satteldachbau mit Pultdächern, Treppenturm mit Zwiebelhaube und Schweifgiebel um 1900.

## Außenbereich
Die südliche und nördliche Brücken sind jeweils vierjochige Steinbrücken über den ehem. Wassergraben, welcher jetzt trocken liegt. Die Allee vom Kellerhaus zum Schloss wurde Mitte des 18. Jahrhunderts angelegt. Das Schlosstor mit seinen zwei Pilaster-Pfeilern mit Aufsätzen stammt aus der Mitte des 18. Jh.